# 太谷智一
太谷 智一（おおたに ともかず、1976年3月25日 - ）は、ウェザーマップ所属の気象予報士。
千葉県千葉市出身、専修大学人文学科心理学コース卒業。前職は眼鏡店勤務。
趣味は競馬、釣り、野球、千葉ロッテマリーンズ観戦、テニス。特技は鶯のなきマネ。

## 担当番組
不定期出演
- 報道ステーション（テレビ朝日）
  - 2022年7月4日 - 7月9日：眞家泉・気象予報士が夏休みのため代理出演。
  - 2025年3月3日 - 3月7日：細川栞・気象予報士が休みのため代理出演。

過去
- サンデーモーニング（TBSテレビ）
- 大沢悠里のゆうゆうワイド（TBSラジオ）
- ワイド!スクランブル(テレビ朝日)
- スーパーJチャンネル(テレビ朝日)（平日版で今村涼子の代役）
- スーパーモーニング（以上テレビ朝日）
- FNNスーパーニュース（フジテレビ、2013年4月1日 - 2015年3月27日）
- みんなのニュース（フジテレビ、2015年3月30日 - 2016年4月1日、2017年10月3日 - 2018年3月30日）2016年4月以降、気象情報関連で重大なニュースが発生した場合のみVTR出演やスタジオに不定期で生出演、2017年10月以降は17時台にのみ気象解説で出演。

## その他の活動
- ファブリーズ - CM出演（2014年9月22日 - ）